# Wi-Fi Positioning System
Wi-Fi Positioning System (WPS) — навигационная система позиционирования, основывающаяся на определении координат по Wi-Fi точкам. Находит применение в определённых ситуациях, например — в городских условиях, в помещениях зданий и т. п. Включает в себя систему внутреннего позиционирования. Система получила распространение в связи с бурным ростом технологии Wi-Fi в городских районах.
Основным поставщиком услуг позиционирования WPS является компания Skyhook Wireless, поддерживающая мировую базу данных координат Wi-Fi точек доступа. Крупным провайдером также является российская фирма AlterGeo.